# Jihomoravský krajský přebor 1976/1977
V soubojích 17. ročníku Jihomoravského krajského přeboru 1976/77 (jedna ze skupin 5. fotbalové ligy) se utkalo 16 týmů každý s každým dvoukolovým systémem podzim–jaro. Tento ročník začal v srpnu 1976 a skončil v červnu 1977.
Po sezoně 1976/77 proběhla reorganizace nižších soutěží, byla zrušena druhá liga. Z Divize D se stala jedna ze skupin 3. nejvyšší soutěže, z Jihomoravského krajského přeboru pak jedna ze skupin 4. nejvyšší soutěže.

## Nové týmy v sezoně 1976/77
- Z Divize D 1975/76 sestoupilo do Jihomoravského krajského přeboru mužstvo VTJ Kroměříž.
- Ze skupin I. A třídy Jihomoravského kraje 1975/76 postoupila mužstva TJ Spartak Jihlava (vítěz skupiny A),[1] TJ Spartak ČKD Blansko (vítěz skupiny B) a VTJ Hodonín (vítěz skupiny C).

## Konečná tabulka
Zdroj: 
| Poř. | Tým                        | Z  | V  | R  | P  | VG | OG | B  |
| ---- | -------------------------- | -- | -- | -- | -- | -- | -- | -- |
| 1.   | TJ Tatran PKZ Poštorná     | 30 | 18 | 6  | 6  | 60 | 38 | 42 |
| 2.   | TJ Jiskra Kyjov            | 30 | 18 | 4  | 8  | 51 | 24 | 40 |
| 3.   | TJ Spartak ČKD Blansko (N) | 30 | 16 | 5  | 9  | 47 | 35 | 37 |
| 4.   | VTJ Kroměříž (S)           | 30 | 13 | 10 | 7  | 51 | 33 | 36 |
| 5.   | TJ Jiskra Staré Město      | 30 | 15 | 4  | 11 | 49 | 43 | 34 |
| 6.   | TJ Baník Ratíškovice       | 30 | 13 | 4  | 13 | 46 | 41 | 30 |
| 7.   | TJ Sokol Lanžhot           | 30 | 11 | 7  | 12 | 43 | 50 | 29 |
| 8.   | TJ RH Znojmo               | 30 | 11 | 7  | 12 | 33 | 44 | 29 |
| 9.   | VTJ Hodonín (N)            | 30 | 10 | 8  | 12 | 48 | 49 | 28 |
| 10.  | TJ Baník Dubňany           | 30 | 8  | 11 | 11 | 41 | 37 | 27 |
| 11.  | TJ Spartak Jihlava (N)     | 30 | 9  | 9  | 12 | 43 | 50 | 27 |
| 12.  | TJ OP Prostějov            | 30 | 12 | 3  | 15 | 42 | 51 | 27 |
| 13.  | TJ Dolní Němčí             | 30 | 9  | 8  | 13 | 28 | 48 | 26 |
| 14.  | TJ BOPO Třebíč             | 30 | 10 | 5  | 15 | 33 | 36 | 25 |
| 15.  | TJ VS Slavičín             | 30 | 9  | 4  | 17 | 35 | 50 | 22 |
| 16.  | TJ Spartak Hluk            | 30 | 7  | 7  | 16 | 32 | 57 | 21 |

Poznámky:
- Z = Odehrané zápasy; V = Vítězství; R = Remízy; P = Prohry; VG = Vstřelené góly; OG = Obdržené góly; B = Body; (S) = Mužstvo sestoupivší z vyšší soutěže; (N) = Mužstvo postoupivší z nižší soutěže (nováček)

|  | Postup do Divize D 1977/78                               |
|  | Sestup do skupin I. A třídy Jihomoravského kraje 1977/78 |